# Basané (couleur)
Pour l’article homonyme, voir Basane.
Basané signifie de couleur brune ; par analogie avec la basane, peau de mouton tannée, d'une teinte allant du doré au brun. Ce terme s'applique généralement au teint de peau d'une personne.

« C’est un seigneur de haute mine, poil noir, teint basané, œil perçant, dents blanches et une cicatrice à la tempe. »

— Alexandre Dumas, 1844.
Le terme est attesté en 1637.